# Реквиц
Реквиц (њем. Röckwitz) општина је у њемачкој савезној држави Мекленбург-Западна Померанија. Једно је од 69 општинских средишта округа Демин. Према процјени из 2010. у општини је живјело 312 становника. Посједује регионалну шифру (AGS) 13052064.

## Географски и демографски подаци
Реквиц се налази у савезној држави Мекленбург-Западна Померанија у округу Демин. Општина се налази на надморској висини од 71 метра. Површина општине износи 14,8 km². У самом мјесту је, према процјени из 2010. године, живјело 312 становника. Просјечна густина становништва износи 21 становника/km².